# The Best of Kombi live
10 Years – The Best of Kombi – Live – album koncertowy zespołu Kombi, wydany pod koniec 1986 przez Wifon.
Live to rejestracja koncertu zespołu Kombi, który odbył się 3 sierpnia 1986 roku w Operze Leśnej w Sopocie z okazji dziesięciolecia zespołu. W czasie koncertu zespół wystąpił w oryginalnym składzie oraz wykonał swoje największe przeboje.

## Lista utworów
1. „Wspomnienia z pleneru” (muz. Sławomir Łosowski) – 3:45
2. „Taniec w słońcu” (muz. Sławomir Łosowski) – 4:00
3. „Królowie życia” (muz. Grzegorz Skawiński – sł. Marek Dutkiewicz) – 4:30
4. „Przytul mnie” (muz. Sławomir Łosowski – sł. Marek Dutkiewicz) – 3:10
5. „Wal-Deck” (muz. Waldemar Tkaczyk) – 4:00
6. „Kochać cię – za późno” (muz. Sławomir Łosowski – sł. Waldemar Tkaczyk) – 4:40
7. „Nasze rendez-vous” (muz. Waldemar Tkaczyk – sł. Waldemar Tkaczyk) – 5:10
8. „Black and White” (muz. Grzegorz Skawiński – sł. Jacek Cygan) – 3:45
9. „Słodkiego miłego życia” (muz. Sławomir Łosowski – sł. Marek Dutkiewicz) – 5:20

## Skład
- Grzegorz Skawiński – śpiew, gitara, syntezator gitarowy
- Sławomir Łosowski – instrumenty klawiszowe, programowanie
- Waldemar Tkaczyk – gitara basowa
- Jan Pluta – perkusja, perkusja elektroniczna